# 布克斯 (阿爾高州)
布克斯（德語：Buchs，德語發音：[bʊks] ⓘ）是瑞士阿爾高州的一个市镇，位於該國北部，面積5.33平方公里，海拔高度383米，截至2018年12月31日总人口为7,966人。